# Aigneville
Aigneville é uma comuna francesa na região administrativa de Altos da França, no departamento de Somme. Estende-se por uma área de 10,76 km². Em 2010 a comuna tinha 910 habitantes (densidade: 84,6 hab./km²).